# Dimitar Nenov
Dimitar Nenov (Bulgaars: Димитър Ненов), (Razgrad, 19 december 1901 – Sofia, 30 augustus 1953) was een Bulgaarse pianist van klassieke muziek, componist, muziekpedagoog en architect. Hij wordt gezien als een van de leidende figuren van de Bulgaarse intellectuele elite van voor de Tweede Wereldoorlog, vooral door zijn vele interesses en functies naast die van de muziek.

## Leven en werk
Nenov studeerde vanaf 1918 in Sofia piano bij Andrey Stoyanov (1890–1969). In 1920 ging hij naar Dresden om architectuur te studeren aan de Technische Hochschule. Gelijktijdig studeerde hij aan de Hochschule für Musik in Dresden piano bij Karl Fehling en compositie bij Theodor Blumer en Paul Bitner. Tussen 1925 en 1927 was hij de muzikale leider van het Thea Jolles Ballet. Na zijn afstuderen als architect in 1927 keerde hij terug naar zijn geboorteland, waar hij tot 1930 werkte bij het Ministerie van Openbare Werken, Wegen en Verstedelijking en bij de Spoorwegdirectie (1929–1932). Daarna richtte hij zich geheel op de muziek. Ondertussen had hij zich bij Egon Petri in Zakopane, Polen, nog verder in pianospel verdiept. Hij studeerde in 1932 af aan het conservatorium van Bologna.
Nenov behoort tot de tweede generatie Bulgaarse componisten en was in 1933 een van de oprichters en tevens de eerste voorzitter en penningmeester van de (Bulgaarse) Hedendaagse Muziekvereniging. Daarnaast richtte hij in Sofia in 1933 een privéconservatorium op. Met een onderbreking in 1936 gaf hij tussen 1933 en 1943 aldaar piano-onderricht. In 1943 werd hij benoemd tot hoogleraar piano aan de (Bulgaarse) Staatsacademie voor Muziek in Sofia, waar hij Bulgaarse pianisten als onder anderen Genko Genov, Svetla Protich, Lazar Nikolov en Trifon Silyanovski onderwees. Tegelijkertijd schreef hij kritische artikelen over muziek en over het verhogen van de professionele standaard van de muziekuitvoering in Bulgarije. Hij presenteerde programma’s voor Radio Sofia. 
Op 9 september 1944 werd een regering van het Vaderlands front in Bulgarije ingesteld, dat Nenov direct ontsloeg bij de Staatsacademie, omdat hij pianocomposities van de "Nazi-componist Richard Wagner" had uitgevoerd. Ten gevolge van hevige protesten uit intellectuele kringen werd het ontslag ingetrokken. In 1953 werden op last van de nieuwe directeur van de Bulgaarse Radio alle radio-opnamen van Nenov gewist of vernietigd zodat heden slechts één live-opname van zijn pianospel te horen is. Dit fragment is in het bezit van de Hongaarse Nationale Radio. Nenov stond internationaal bekend als een van de bekendste Bulgaarse pianisten. Hij gaf niet alleen concerten door heel Bulgarije, maar ook in Denemarken, Duitsland, Italië en Polen. Tussen 1937 en 1947 speelde hij in een pianotrio met de violist Hristo Obreshkov en de cellist Konstantin Popov. 
Als componist was Nenov traditioneel en laatromantisch, maar hij liet zich wel inspireren door de modernere muziek die in Bulgarije doordrong, bijvoorbeeld die van Igor Stravinsky en Richard Strauss. Net als zoveel andere componisten van de tweede generatie werd hij sterk beïnvloed door folkloristische muziek. Hij kon ook in een populaire filmische stijl componeren die aan de filmmuziek van Sjostakovitsj doet denken zoals zijn pianostuk ‘Bioscoopmuziek’ laat horen.

## Overzicht van composities
Orkestmuziek
Symfonie (1922); Ballade (1924); 4 Suites (1924-25); Rapsodische fantasie (1940); Groot pianoconcert (1936); 2 ballades voor piano en orkest (1942/1943)
Vocale muziek
Vijf Oogstliederen voor solostem en orkest (1937); Zes Volksliederen voor solostem en orkest (1938); Ons Vaderland voor solostem en orkest (1939); ‘Kerstmis’, symfonisch gedicht voor solisten, gemengd koor en orkest (1939); ‘Thracië’, symfonisch suite voor sopraan, vrouwenkoor en orkest (1940)
Solopiano
Zes preludes (1921); Sonata (1921); Sonata (1922); Zes stukken voor piano (1922-27); Rondo (1922); Bioscoop Suite (1925); Etude nr.1 (1931); Etude nr.2 (1932); Thema en Variaties (1932); Twee studies (1932); Toccata (1939)(tevens georkestreerd voor orkest door Lazar Nikolov); Dans (1941); Miniatures (1945); Sprookje met dans (1947).